# Skiktmoln
Skiktmoln avser moln som bildar distinkta horisontella lager i atmosfären. Dessa moln skapas som en del av Stratifierad molnbildning vid stabila luftmassor och visar ofta liten vertikal utveckling jämfört med sina horisontella dimensioner.
| Molntyp      | Höjd (km) | Färg       | Vädersignifikans                      |
| ------------ | --------- | ---------- | ------------------------------------- |
| Cirrostratus | 6–12      | Vit-glasig | Förebådar nederbörd inom 24–48 timmar |
| Altostratus  | 2–6       | Grå-blå    | Lätt nederbörd möjlig                 |
| Stratus      | 0–2       | Mörkgrå    | Duggregn eller snö                    |
| Nimbostratus | 0–3       | Mörkgrå    | Kontinuerlig nederbörd                |

Dessa moln klassificeras enligt World Meteorological Organizations internationella molnklassifikation och bildas när fuktig luft gradvis lyfts över ett stort område, vanligtvis i samband med varmfrontsystem.
Stratifierade moln skiljer sig från konvektiva moln genom sin horisontella struktur och bildas under andra meteorologiska förhållanden. De spelar en viktig roll i jordens strålningsbalans genom att reflektera solljus.